# Cynosurus coloratus
Cynosurus coloratus là một loài thực vật có hoa trong họ Hòa thảo. Loài này được Lehm. ex Steud. mô tả khoa học đầu tiên năm 1841.